# Château de Nunney
Le château de Nunney se trouve dans le comté du Somerset, dans le village anglais du même nom, Nunney. Il fut construit à la fin du XIVe siècle par sir John Delamare (en), grâce aux gains obtenus à la suite de son implication dans la guerre de Cent Ans.
Le style architectural de ce château entouré de douves, peut-être influencé par les châteaux français, a provoqué d'importantes discussions qui ne sont cependant restées qu'à l'état théorique. Remodelé à la fin du XVIe siècle, le château de Nunney fut endommagé lors de la première révolution anglaise et il est aujourd'hui en ruine. L'English Heritage entretient le site afin qu'il reste une attraction touristique. Nikolaus Pevsner, historien spécialisé dans l'architecture, a décrit Nunney comme étant « le château le plus impressionnant du Somerset sur le plan esthétique ».

## Historique

### XIVesiècle
Le château de Nunney fut bâti en 1373 près du village du même nom situé dans le comté du Somerset par sir John de la Mere (John Delamare) soldat lors de la guerre de Cent Ans contre la France, où il s'enrichit. Il obtint d'Édouard III l'autorisation de construire des créneaux afin de bâtir un château sur le site où se trouvait initialement le manoir non fortifié du roi. Une fortification nouvelle et solide vit alors progressivement le jour.

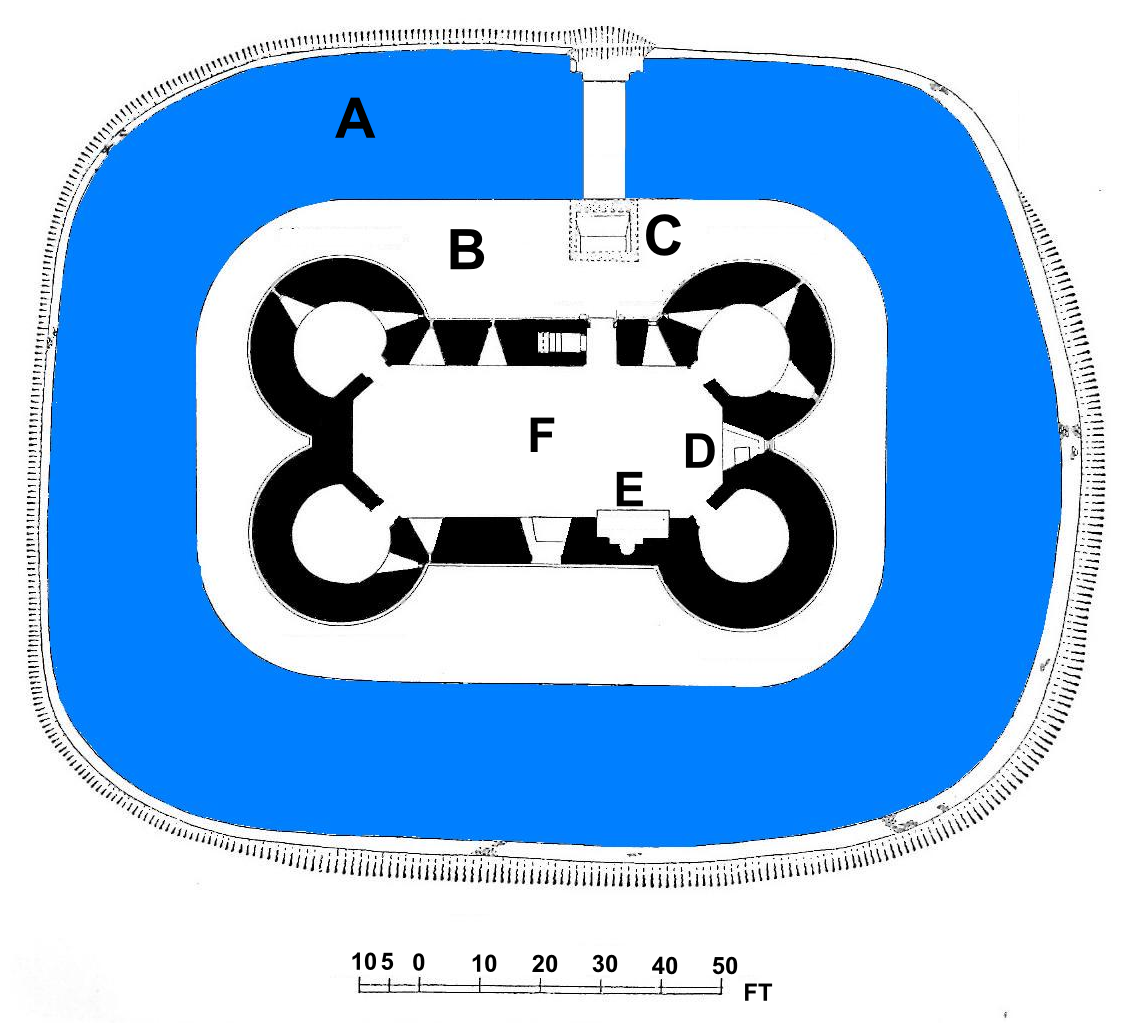
Plan du château.

Finalement, le château était composé d'un donjon en pierre au centre, haut de 16 m et mesurant 18 × 7 m à l'intérieur et de tours rondes placées aux angles. Le donjon avait des murs de 2,4 m d'épaisseur, fabriqués à partir de pierre de taille oolithe datant de la période du Lias et possédait environ trois étages. Les tours situées aux quatre coins étaient dotées de toits coniques et de mâchicoulis proéminents. Au rez-de-chaussée de la tour se trouvaient la cuisine et autres lieux de services. Des incertitudes demeurent quant aux fonctions qu'avaient le premier et le deuxième étage ; une théorie avance que le premier était un autre lieu de services, le second servant de hall ; une autre affirme que c'était le premier qui avait ce rôle, le second servant de logement ; une tendance minoritaire suggérait même qu'au premier se trouvait une armurerie. Quant au troisième étage, il était utilisé par les propriétaires des lieux.
Sur le plan d'origine, on trouvait plusieurs fenêtres et cheminées aux étages supérieurs mais le hall en revanche était relativement sombre et les escaliers étroits et donc peu pratiques. Le donjon avait une entrée modeste que l'on pouvait rejoindre en passant sur un pont-levis suspendu au-dessus des douves situées aux alentours du château et qui, à l'origine, en atteignaient même la base. Un mur d'enceinte, haut de 3,6 m, tout simple, et dont la valeur défensive était minime, entourait ces douves qui elles, au contraire, étaient étendues, profondes de 3 m et difficiles à drainer si telle avait été la volonté d'éventuels attaquants.
À l'est du château, le ruisseau de Nunney était utilisé comme une ligne de défense plutôt que comme un mur d'enceinte.  Par le passé, des historiens comme Adrian Pettifer et Stuart Rigold, croyaient que le château de Nunney, tel qu'il était conçu, avait subi l'influence des châteaux français que Delaware aurait vus lors de ses campagnes militaires. Il ressemble par exemple beaucoup à la Bastille de Paris et, les mâchicoulis sont typiques de ceux que l'on trouve sur les châteaux français.
Son style était jugé traditionnel, quelque peu arriéré même, et, probablement construit ainsi pour se protéger des invasions françaises. Des historiens comme Robert Liddiard et Matthiew Johnson en sont maintenant moins certains. Le style de ce château est considéré comme étant vigoureux, saisissant, et ressemblant à bien des égards au style qui caractérise le château de Herstmonceux ou celui de Saltwood.
Bien que sa ressemblance avec bon nombre de châteaux français soit frappante, il n'existe aucune preuve directe attestant qu'il soit le résultat d'une pure imitation de ces derniers, et d'ailleurs, d'autres châteaux anglais comme celui de Mulgrave et de Dudley (en) ont une structure similaire à celle de Nunney. On peut en revanche plutôt mieux comprendre ce style comme étant caractéristique de cette très large gamme de donjons construits en Angleterre à cette époque et conçus « pour permettre aux hommes très riches de vivre dans le luxe et la splendeur » comme l'affirme Nigel Pounds.

### XVeetXVIesiècles
Le château de Nunney fut hérité par le fils de John, Philip Delamare puis par Elias, son petit-fils, avant d'appartenir à la famille Paulet par alliance, à la suite de la mort probable d'Elias pendant les campagnes d'Henri V en France. Sir John Paulet, son fils John et son petit-fils qui se prénommait également John, occupèrent le château pendant la plus grande partie du XVe siècle, mais leur résidence principale était plutôt à Basing House (en) qu'à Nunney. William Paulet (en), marquis de Winchester, fut le dernier membre de la famille à posséder le château qui, à sa mort en 1572, eut rapidement d'autres propriétaires et, en 1577, il fut vendu par Swithun Thorpe à John Parker qui ne le garda qu'une seule année avant de le vendre à Richard Prater au prix de 2 000 livres. Pendant la seconde moitié du XVIe siècle, le château subit à nouveau des modifications, probablement menées par la famille Prater : les fenêtres furent agrandies pour laisser rentrer davantage de lumière, un magnifique escalier fut construit dans l'une des tours ; on installa un autel catholique et, on construisit un revêtement ou un terre-plein tout autour de la douve, côté intérieur, une douve dont la largeur était maintenant de 7,6 m.

### XVIIeauXIXesiècle
Au XVIIe siècle, le château de Nunney appartenait toujours à la famille Prater, membre de l'Église catholique romaine. En 1642, la première révolution anglaise éclata entre les deux factions rivales, celle des « Têtes-Rondes » et  celle du roi Charles Ier ; comme beaucoup de catholiques, le colonel Richard Prater apporta son soutien à Charles Ier. Cependant, alors que la guerre se poursuivait, la situation des Royalistes se détériora et le sud-ouest devint l'un des rares bastions royalistes à subsister ; une garnison fut placée dans le château afin d'anticiper une éventuelle attaque parlementaire et, un certain nombre de réfugiés dont beaucoup de catholiques furent accueillis au château.
En septembre 1645, une armée parlementaire obéissant aux ordres de Lord Fairfax et d'Olivier Cromwell pénétra dans le Somerset, s'emparant au passage des châteaux de Sherborne, Cary (en) et de la ville de Shepton Mallet avant de se diriger vers Nunney. Deux régiments de soldats munis de canons encerclèrent le château le 18 septembre, et, face au refus de Richard Prater de se rendre, les canons ouvrirent le feu sur le côté nord du château, ouvrant une brèche dans le mur. Richard continua de résister, hissant au-dessus du château un drapeau sur lequel on pouvait voir un crucifix catholique afin de se moquer des assaillants, mais deux jours plus tard, la garnison se rendit.

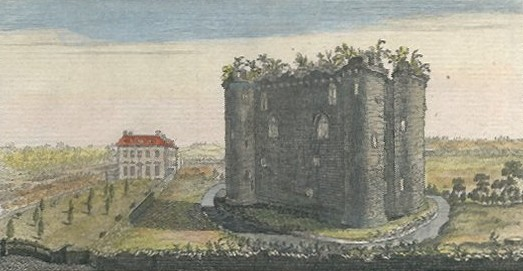
Le château au XVIIIe siècle.

En raison des dégâts causés par les canons, le château échappa à une destruction qui aurait été signe de mépris ou à une détérioration délibérée comme ce fut le cas pour beaucoup d'autres à la fin de la guerre civile. Cependant, Richard Prater ne fut pas autorisé à retourner au château, malgré ses promesses de soutenir le Parlement, et son fils, Georges Prater, ne reprit Nunney à ses propriétaires intérimaires qu'en 1660, après l'accession au trône de Charles II, lors de la restauration de la monarchie anglaise.
Le château tomba en décadence et la famille Prater le vendit à William Whitchurch vers 1700. Au XVIIIe siècle, le bâtiment était toujours dans un état correct et en 1789, un ordre fut reçu indiquant qu'il devait être prêt à recevoir des prisonniers français, bien qu'il soit peu probable que ces derniers aient un jour mis les pieds dans ce château.

### XXeetXXIesiècles

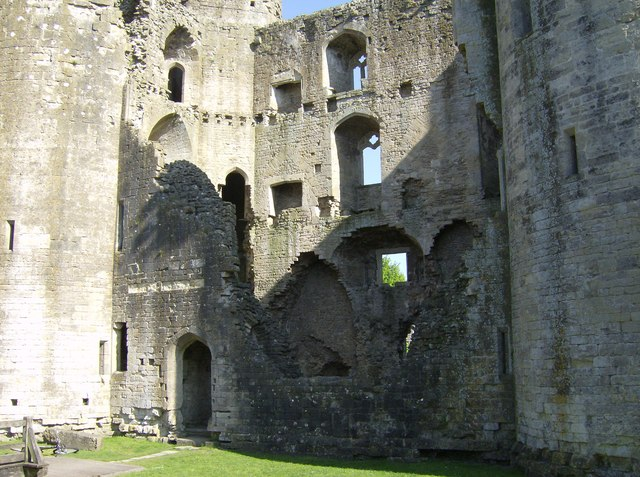
L'intérieur du château avec les trois étages visibles.

Au XXe siècle, le château de Nunney ne cessa de se détériorer et devint une véritable ruine, il était recouvert d'un lierre épais ; c'est alors que le 25 décembre 1910, une portion du mur endommagé situé au nord s'écroula entièrement, et la plupart des pierres qui étaient tombées furent volées par des personnes vivant aux alentours. La structure du château n'étant pas très solide, Robert Bailey-Neale, le propriétaire, remit sa propriété en 1926 dans les mains d'une personne chargée de conduire les travaux nécessaires (Commissioner of Works) qui mit en place tout un programme pour la restaurer.
Le château est aujourd'hui une attraction touristique gérée par l'English Heritage et il est classé monument historique.